# Wohnhaus Stadländerstraße 20
Das Wohnhaus Stadländerstraße 20 im niedersächsischen Nordenham-Ellwürden im Landkreis Wesermarsch stammt vom Ende des 19. Jahrhunderts.
Aktuell (2024) wird es als Wohnhaus genutzt.
Das Gebäude steht unter Denkmalschutz (siehe auch Liste der Baudenkmale in Nordenham).

## Beschreibung
Das eingeschossige verklinkerte historisierende Gebäude mit Satteldach sowie den zumeist segmentbogigen Öffnungen wurde 1884 gebaut. Die Eingangstür ist in besonderem Maße gestaltet worden.
Das Landesdenkmalamt befand zur Bedeutung: „geschichtlich, wissenschaftlich, städtebaulich“.